# Ricky Nolasco
Carlos Enrique »Ricky« Nolasco, ameriški bejzbolist mehiških korenin, * 13. december 1982, Corona, Kalifornija, ZDA. 
Nolasco je poklicni metalec in trenutni član ekipe Los Angeles Angels of Anaheim.

## Ljubiteljska kariera
Nolasco je na srednjo šolo hodil v mestu Rialto, Kalifornija, kjer je šolanje končal leta 2001. Takoj zatem ga je na naboru lige MLB tistega leta v 4. krogu izbral klub Chicago Cubs. 

## Poklicna kariera
7. decembra 2005 se je v zameno za Juana Pierra skupaj z Sergiom Mitrejem in Renyelom Pinto pridružil moštvu Florida Marlins.
Sezono 2008 je Nolasco pričel kot razbremenilec, a se hitro prebil med začetne metalce ekipe, kjer se je uveljavil kot eden najboljših v moštvu. 19. avgusta 2008 je na celotni tekmi proti San Francisco Giants dovolil le dva udarca v polje. Eden izmed teh je bil udarec v polje za dve bazi z eno izločitvijo v 9. menjavi, drugi pa se je odbil od lovilske rokavice igralca prve baze, Mikea Jacobsa. Na tej tekmi je Nolasco tudi sam odbil udarec v polje za dve bazi, ki je domov poslal dva teka. Leta 2008 je zmagal na petnajstih tekmah, s čimer se je postavil med najboljših pet metalcev po izkupičku zmag v Narodni ligi. 
Leto 2009 je Nolasco odprl kot začetni metalec ekipe ob Dnevu odprtja. Na zmagi proti moštvu Washington Nationals je po šestih menjavah dela vpisal zmago. 30. septembra, tik pred koncem te sezone, je na eni tekmi z udarci izločil šestnajst odbijalcev, s čimer je podrl ekipni rekord štirinajst izločitev z udarci na eni tekmi, ki ga je poprej držal A.J. Burnett. 
Decembra leta 2010 je z ekipo iz Miamija Nolasco podaljšal svojo pogodbo  do konca sezone 2013. 
23. avgusta 2011 je Nolasco postal rekorder ekipe v izločitvah z udarci. Dotedaj je največji tovrstni izkupiček imel Dontrelle Willis. Slabo leto kasneje, natančneje 22. maja 2012, je s svojo 69. zmago presegel še Willisov izkupiček zmag z ekipo iz Floride. 